# Körösnagyharsány
Körösnagyharsány é um município da Hungria, situado no condado de Békés. Tem 19,91 km² de área e sua população em 2015 foi estimada em 541 habitantes.